# Best Friend (bài hát của Foster the People)
"Best Friend" là một bài hát của ban nhạc indie pop Foster the People. Bài hát được chọn làm track thứ bảy trong album phòng thu thứ hai của ban nhạc Supermodel và được phát hành như đĩa đơn thứ ba bởi Columbia Records vào ngày 10 tháng 3 năm 2014.

## Danh sách bài hát
| Digital download | Digital download | Digital download        | Digital download |
| STT              | Nhan đề          | Sáng tác                | Thời lượng       |
| ---------------- | ---------------- | ----------------------- | ---------------- |
| 1.               | "Best Friend"    | Mark Foster, Isom Innis | 4:27             |

## Bảng xếp hạng
| BXH (2014)                                  | Vị trí cao nhất |
| ------------------------------------------- | --------------- |
| Canada (Canadian Hot 100)                   | 86              |
| Pháp (SNEP)                                 | 150             |
| US Billboard Bubbling Under Hot 100 Singles | 19              |
| US Alternative Songs (Billboard)            | 15              |
| US Hot Rock Songs (Billboard)               | 21              |
| US Rock Airplay (Billboard)                 | 24              |

## Lịch sử phát hành
| Nước   | Ngày                    | Định dạng                     | Hãng đĩa         |
| ------ | ----------------------- | ----------------------------- | ---------------- |
| Úc     | 10 tháng 3 năm 2014     | Tải kỹ thuật số               | Columbia Records |
| Canada | 10 tháng 3 năm 2014     | Tải kỹ thuật số               | Columbia Records |
| Mỹ     | 10 tháng 3 năm 2014     | Tải kỹ thuật số               | Columbia Records |
| Mỹ     | 8 tháng 4 năm 2014      | Alternative radio             | Columbia Records |
| Mỹ     | 19 tháng 5 năm 2014     | Adult album alternative radio | Columbia Records |
| Italy  | ngày 6 tháng 6 năm 2014 | Contemporary hit radio        | Sony Music       |